# DoceboLMS
Docebo es una SAAS/Cloud, una plataforma para e-learning, también conocido como aprendizaje de manejo de sistema. Proviene de la palabra latina, docere, Docebo es usado para aprendizaje corporativo y tiene interfaces para videoconferencias y sistemas HR. El uso de un sistema en línea para aprendizaje y capacitación, reduce el tiempo y los costos que podría ser necesario utilizar en cosas como impresión y distribución de materiales. Docebo es compatible tanto con SCORM 1.2 y 2004 como con Tin Can. Desarrollado por by Docebo Srl, el programa fue originalmente lanzado como GPL V. 2.0, operando sin costos de licencia. El programa, ahora opera tanto como un software alojado en la nube como una plataforma que también es compatible con otros fabricantes.  Actualmente circula la versión 6.1. La compañía, utilizando la plataforma de carga en curso, creó un usuario y contraseña para empleados, y así realiza un seguimiento de los usos que ellos le dan. Docebo está disponible en 30 idiomas. Si bien los principales usuarios de Docebo son las medianas empresas, también lo son lo de las grandes empresas y PYMES.
Claudio Erba, quien se desempeña como CEO, fundó Docebo en 2005.

## Historia
Claudio Erba fundó Docebo en 2005. Erba había estado trabajando previamente en la Universidad de Florencie como consultor en computación cuando un cliente le preguntó sobre una solución de almacenamiento de material didáctico. La solución de almacenamiento evolucionó a lo que es hoy Docebo. En 2006, Seeweb invirtió € 150 mil para echarla a andar.
En 2012, Docebo recibió 2,4 millones de euros para el financiamiento de Principia II. En julio de 2013, Docebo entró en alianza con Rysto. El acuerdo beneficia a las dos compañías mientras Rysto gane una mayor presencia international y Docebo agregue capacitación de cáterin y trabaje en sus repertorios. Posteriormente, el mismo año, Docebo abrió una oficina en Athens, Georgia.
Docebo tiene integraciones con los CMS, software de videoconferencias, Google Apps, WordPress, BigBlueButton y Vivocha, ente otros.